# Paul Schmidt (Mediziner, 1872)
Karl Paul Schmidt (* 23. November 1872 in Neustadt in Sachsen; † 17. März 1950 in Halle) war ein deutscher Mediziner und Hygieniker.

## Leben
Paul Schmidt war der Sohn eines Drahtwarenfabrikanten und studierte nach dem Schulbesuch in Neustadt, Zittau und Leipzig ab 1893 Medizin an den Universitäten Leipzig, Würzburg, Berlin, München und Freiburg.
1897 wurde er an der Ludwig-Maximilians-Universität München mit einer Arbeit über komatöse Zustände mit besonderer Berücksichtigung der Differentialdiagnose zum Dr. med. promoviert. Anschließend volontierte an der Frauenklinik und am Pathologischen Institut der Universität München und arbeitete von 1899 bis 1902 als Schiffsarzt. 1902 wurde er zunächst für kurze Zeit Assistent am Institut für Tropenhygiene in Hamburg und wechselte dann zur Bayerischen Bakteriologischen Untersuchungsstation in Landau. 1903 wurde er Assistent am Hygienischen Institut der Universität Leipzig, habilitierte sich hier 1908 für Hygiene und wirkte anschließend als Privatdozent und ab 1913 als außerordentlicher Professor für Hygiene. 1914 nahm er den Ruf auf das Ordinariat für Hygiene an der Justus-Liebig-Universität Gießen an.
Während des Ersten Weltkriegs leistete Paul Schmidt Kriegsdienst als Hygieniker in Gefangenenlagern und in der Festung Metz. Von 1917 bis zur Emeritierung 1939 war er ordentlicher Professor an der Universität Halle und Leiter des Hygienischen Instituts. Von 1939 bis 1944 diente Paul Schmidt als Stabsarzt und beratender Hygieniker im damaligen Wehrkreis IV. 1945 wurde er nach der Entlassung und Internierung seines Nachfolgers Adolf Seiser in Halle erneut Direktor des Hygienischen Instituts. 1949 wurde er emeritiert.
Seit den 20er Jahren las er neben der Bakteriologie auch Rassenhygiene, zu seinen Schülern gehörten der spätere Leiter des Hygiene-Instituts der Waffen-SS Joachim Mrugowsky und der Hygieniker und SS-Angehörige Friedrich Weyrauch. Schmidt schuf die studentischen „hygienischen Stoßtrupps“, die sozial- und arbeitshygienische Fragen bearbeiteten, aber vor allem anthropologische Messungen der Bevölkerung der Provinz Sachsen vornahmen.
1925 wurde Paul Schmidt Mitglied im Deutschen Seeverein und im September 1933 trat er in den Stahlhelm ein. Von 1935 bis 1945 war er Mitglied der Nationalsozialistischen Volkswohlfahrt. 1946 wurde er Mitglied im Freien Deutschen Gewerkschaftsbund (FDGB).
Karl Paul Schmidt wurde am 4. Oktober 1922 unter der Matrikel-Nr. 3481 als Mitglied in die Deutsche Akademie der Naturforscher Leopoldina aufgenommen.
Er wurde mit dem Hessischen Ehrenzeichen für Kriegsverdienste, dem Hessischen Militär-Sanitätskreuz am Kriegsbande und dem Eisernen Kreuz II. Klasse ausgezeichnet. Im Jahr 1942 erhielt er die Goethe-Medaille für Kunst und Wissenschaft.

## Schriften (Auswahl)
- Über komatöse Zustände mit besonderer Berücksichtigung der Differentialdiagnose. München 1897
- Über Veränderungen in der Leber und Niere bei schwerem Ikterus. Würzburg 1901
- Frühdiagnose der Bleivergiftung. Berlin 1919
- Über die Entstehung von Erkältungskatarrhen. Jena 1932
- Neue Studien zum Problem der Influenza bei Mensch und Tier. Stuttgart 1936